# Agemono nabe
L'agemono nabe (揚げ物鍋?, agemono nabe, letteralmente: "pentola per cose fritte") è un tipo di pentola molto spessa usata per la frittura profonda nella cucina giapponese. Queste pentole sono fatte solitamente di ghisa o di ottone pesante. Lo spessore assicura una temperatura uniforme dell'olio dentro la pentola. Le pentole sottili non riescono infatti a mantenere una temperatura uniforme dell'olio, spesso facendo sì che il cibo cuocia troppo poco o troppo.
L'agemono nabe di solito si usa in combinazione con le bacchette da cucina giapponesi (saibashi) con le estremità di metallo, con un mestolo o ramaiolo dotato di retino (ami shakushi)  e un attrezzo per drenare l'olio dopo la frittura (abura kiri).